# لورمون
لورمون (بالفرنسية: Lormont)‏هي بلدية في جنوب غرب فرنسا، وتقع في إقليم جيروند، في منطقة آكيتاين الجديدة.

## توأمة
للورمون اتفاقيات توأمة مع:
- كاستيلديفيلس

## أعلام
- كريستوف دوغاري
- باسيوس
- ساليف ساني
- بينوا تريموليناس